# Administrativní dělení Islandu
Island se dělí na 8 regionů. Ty se dále dělí na 63 obcí.

## Regiony

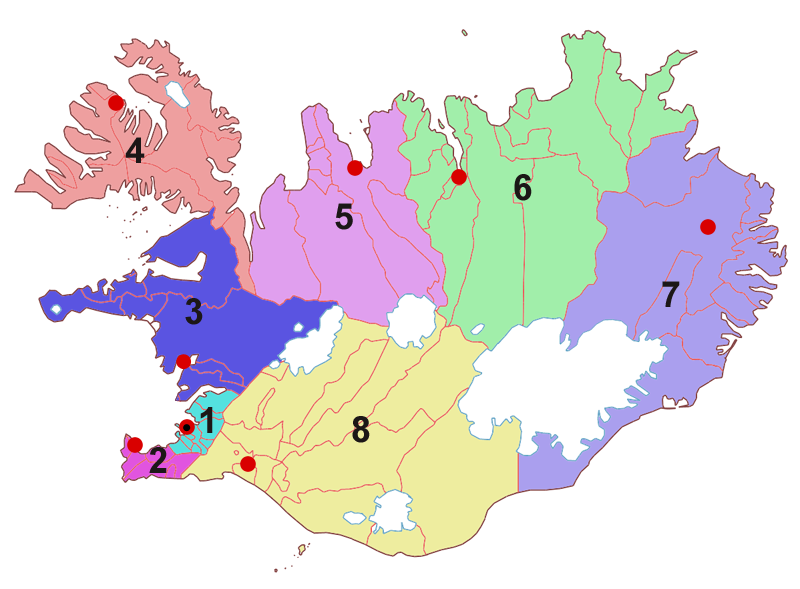
Regiony na Islandu

| Číslo na mapě | Region            | Hlavní město | Počet obyvatel (2016) | Rozloha (km2) | Hustota zalidnění (ob./km²) | ISO 3166-2 | Počet okresů |
| ------------- | ----------------- | ------------ | --------------------- | ------------- | --------------------------- | ---------- | ------------ |
| 1             | Höfuðborgarsvæði  | Reykjavík    | 213 619               | 1 062         | 201,14                      | IS-1       | 7            |
| 2             | Suðurnes          | Keflavík     | 22 509                | 829           | 27,15                       | IS-2       | 4            |
| 3             | Vesturland        | Borgarnes    | 15 766                | 9 554         | 1,65                        | IS-3       | 10           |
| 4             | Vestfirðir        | Ísafjörður   | 6 883                 | 9 409         | 0,73                        | IS-4       | 9            |
| 5             | Norðurland vestra | Sauðárkrókur | 7 128                 | 12 737        | 0,56                        | IS-5       | 7            |
| 6             | Norðurland eystra | Akureyri     | 29 361                | 21 968        | 1,33                        | IS-6       | 13           |
| 7             | Austurland        | Egilsstaðir  | 12 452                | 22 721        | 0,55                        | IS-7       | 4            |
| 8             | Suðurland         | Selfoss      | 24 811                | 24 526        | 1,01                        | IS-8       | 14           |
| -             | Island            | Reykjavík    | 332 529               | 103 125       | 3,2                         | IS         | 69           |

## Obce

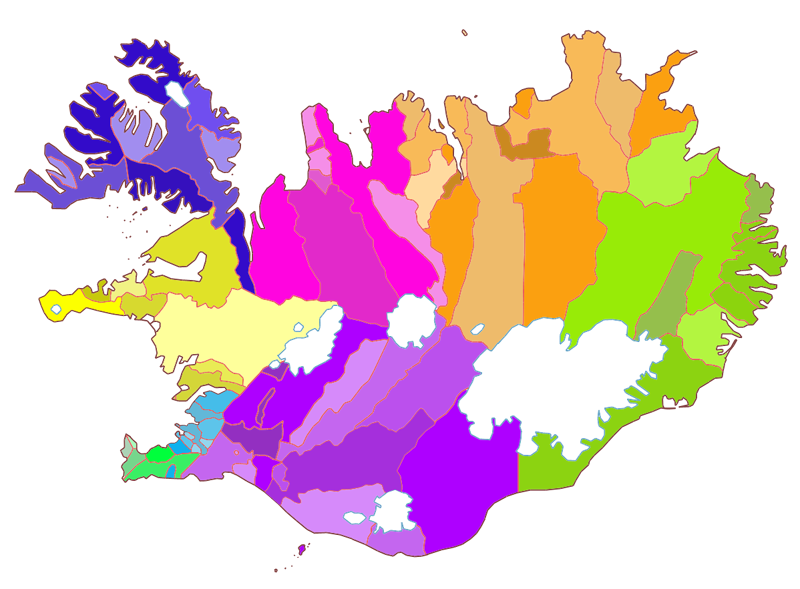
Okresy v Islandu

| Číslo | Název                         | Region            | Počet obyvatel (2015) | Rozloha (km²) |
| ----- | ----------------------------- | ----------------- | --------------------- | ------------- |
| 0000  | Reykjavík                     | Höfuðborgarsvæði  | 121,822               | 273           |
| 1000  | Kópavogur                     | Höfuðborgarsvæði  | 33,205                | 80            |
| 1100  | Seltjarnarnes                 | Höfuðborgarsvæði  | 4,411                 | 2             |
| 1300  | Garðabær                      | Höfuðborgarsvæði  | 14,453                | 76            |
| 1400  | Hafnarfjörður                 | Höfuðborgarsvæði  | 27,875                | 143           |
| 1604  | Mosfellsbær                   | Höfuðborgarsvæði  | 9,300                 | 185           |
| 1606  | Kjósarhreppur                 | Höfuðborgarsvæði  | 216                   | 284           |
| 2000  | Reykjanesbær                  | Suðurnes          | 14,924                | 145           |
| 2300  | Grindavík                     | Suðurnes          | 2,995                 | 425           |
| 2505  | Suðurnesjabær                 | Suðurnes          | 3,590                 | 82            |
| 2506  | Vogar                         | Suðurnes          | 1,102                 | 165           |
| 3000  | Akranes                       | Vesturland        | 6,767                 | 9             |
| 3506  | Skorradalshreppur             | Vesturland        | 62                    | 216           |
| 3511  | Hvalfjarðarsveit              | Vesturland        | 635                   | 482           |
| 3609  | Borgarbyggð                   | Vesturland        | 3,539                 | 4,926         |
| 3709  | Grundarfjörður                | Vesturland        | 900                   | 148           |
| 3710  | Helgafellssveit               | Vesturland        | 53                    | 243           |
| 3711  | Stykkishólmsbær               | Vesturland        | 1,107                 | 10            |
| 3713  | Eyja- og Miklaholtshreppur    | Vesturland        | 144                   | 383           |
| 3714  | Snæfell                       | Vesturland        | 1,679                 | 684           |
| 3811  | Dalabyggð                     | Vesturland        | 680                   | 2,421         |
| 4100  | Bolungarvík                   | Vestfirðir        | 923                   | 109           |
| 4200  | Ísafjörður                    | Vestfirðir        | 3,629                 | 2,379         |
| 4502  | Reykhólahreppur               | Vestfirðir        | 268                   | 1,090         |
| 4604  | Tálknafjarðarhreppur          | Vestfirðir        | 305                   | 176           |
| 4607  | Vesturbyggð                   | Vestfirðir        | 1,002                 | 1,339         |
| 4803  | Súðavík                       | Vestfirðir        | 204                   | 749           |
| 4901  | Árneshreppur                  | Vestfirðir        | 54                    | 707           |
| 4902  | Kaldrananeshreppur            | Vestfirðir        | 112                   | 387           |
| 4911  | Strandabyggð                  | Vestfirðir        | 473                   | 1,906         |
| 5200  | Skagafjörður                  | Norðurland vestra | 3,910                 | 4,180         |
| 5508  | Húnaþing vestra               | Norðurland vestra | 1,171                 | 3,019         |
| 5604  | Blönduós                      | Norðurland vestra | 861                   | 183           |
| 5609  | Skagaströnd                   | Norðurland vestra | 488                   | 53            |
| 5611  | Skagabyggð                    | Norðurland vestra | 99                    | 489           |
| 5612  | Húnavatnshreppur              | Norðurland vestra | 414                   | 3,817         |
| 5706  | Akrahreppur                   | Norðurland vestra | 194                   | 1,364         |
| 6000  | Akureyri                      | Norðurland eystra | 18,191                | 138           |
| 6100  | Norðurþing                    | Norðurland eystra | 2,806                 | 3,729         |
| 6250  | Fjallabyggð                   | Norðurland eystra | 2,037                 | 364           |
| 6400  | Dalvíkurbyggð                 | Norðurland eystra | 1,861                 | 598           |
| 6513  | Eyjafjarðarsveit              | Norðurland eystra | 1,032                 | 1,775         |
| 6515  | Hörgársveit                   | Norðurland eystra | 567                   | 893           |
| 6601  | Svalbarðsstrandarhreppur      | Norðurland eystra | 414                   | 55            |
| 6602  | Grýtubakkahreppur             | Norðurland eystra | 364                   | 432           |
| 6607  | Skútustaðahreppur             | Norðurland eystra | 395                   | 6,036         |
| 6611  | Tjörneshreppur                | Norðurland eystra | 59                    | 199           |
| 6612  | Þingeyjarsveit                | Norðurland eystra | 920                   | 5,988         |
| 6706  | Svalbarðshreppur              | Norðurland eystra | 98                    | 1,155         |
| 6709  | Langanesbyggð                 | Norðurland eystra | 513                   | 1,332         |
| 7400  | Múlaþing                      | Austurland        | 5000                  | 10,671        |
| 7300  | Fjarðabyggð                   | Austurland        | 5,100                 | 1,614         |
| 7502  | Vopnafjörður                  | Austurland        | 674                   | 1,903         |
| 7505  | Fljótsdalshreppur             | Austurland        | 75                    | 1,516         |
| 7708  | Höfn                          | Suðurland         | 2,150                 | 6,280         |
| 8000  | Vestmannaeyjar                | Suðurland         | 4,272                 | 17            |
| 8200  | Árborg                        | Suðurland         | 8,052                 | 158           |
| 8508  | Mýrdalshreppur                | Suðurland         | 480                   | 755           |
| 8509  | Skaftárhreppur                | Suðurland         | 460                   | 6,946         |
| 8610  | Ásahreppur                    | Suðurland         | 216                   | 2,942         |
| 8613  | Rangárþing eystra             | Suðurland         | 1,749                 | 1,841         |
| 8614  | Rangárþing ytra               | Suðurland         | 1,548                 | 3,188         |
| 8710  | Hrunamannahreppur             | Suðurland         | 794                   | 1,375         |
| 8716  | Hveragerði                    | Suðurland         | 2,384                 | 9             |
| 8717  | Ölfus                         | Suðurland         | 1,885                 | 737           |
| 8719  | Grímsnes- og Grafningshreppur | Suðurland         | 431                   | 900           |
| 8720  | Skeiða- og Gnúpverjahreppur   | Suðurland         | 518                   | 2,231         |
| 8721  | Bláskógabyggð                 | Suðurland         | 961                   | 3,300         |
| 8722  | Flóahreppur                   | Suðurland         | 616                   | 289           |